# 바닥막 (해부학)
바닥막(basilar membrane) 또는 기저막, 나선막은 속귀 달팽이 내의 뻣뻣한 구조로, 달팽이의 나선을 따라 이어지는 두 개의 관, 즉 중간 계단(scala media, 중간계, 중간개) 및 고실계단(scala tympani, 고실계, 고실개)을 서로 분리한다. 바닥막은 들어오는 음파에 반응하여 위아래로 움직이며, 이 음파는 바닥막에서 진행파로 변환된다.

## 같이 보기
- 달팽이 (해부학)
- 달팽이관
- 기저막#구조
- 신경관#가로 단면